# René Pétillon

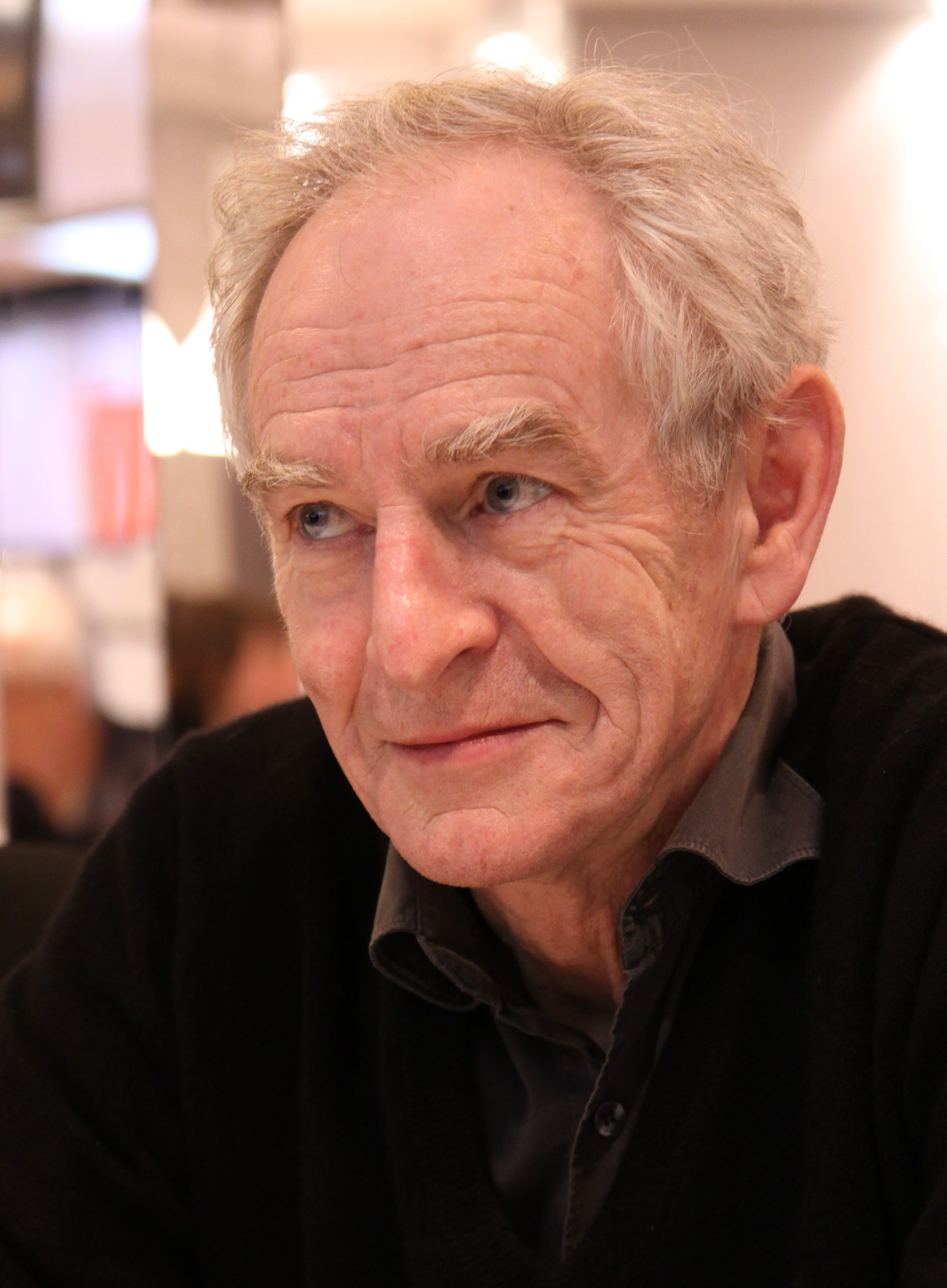
René Pétillon (2010)

René Pétillon (* 12. Dezember 1945 in Lesneven; † 30. September 2018 in Paris) war ein französischer Comiczeichner und Cartoonist.

## Leben und Werk
René Pétillon zeichnete für verschiedene Zeitschriften, bevor er 1972 zu Pilote kam, wo er 1974 seine Hauptfigur Jack Palmer, einen etwas trottelig erscheinenden Privatdetektiv, schuf. Die Comics mit Jack Palmer haben humoristische bis in den Slapstick reichende, teils satirische Züge und wurden in verschiedenen Zeitschriften veröffentlicht. Für Yves Got schrieb er das Szenario für die Serie Le Baron noir, die von 1976 bis 1981 erschien.
Das zwölfte Jack-Palmer-Album L’Enquête Corse thematisierte den korsischen Nationalismus und war in Frankreich und auf Korsika ein Erfolg. Das Album diente als Grundlage für den 2004 erschienenen gleichnamigen Film von Alain Berbérian mit Christian Clavier und Jean Reno.
Ab 1993 zeichnete er Cartoons und Karikaturen für die satirische Zeitschrift Le Canard enchaîné.

## Auszeichnungen
Er erhielt 1989 den Grand Prix de la Ville d’Angoulême, das Album l’Enquête corse erhielt 2001 die Auszeichnung Bestes Album. 2002 erhielt er den Grand prix de l’humour vache auf dem Salon international du dessin de presse et d’humour in Saint-Just-le-Martel.

## Veröffentlichungen (Auswahl)
- 1976–1981 Le Baron noir mit Yves Got, sechs Bände (dt. Der schwarze Baron, Carlsen-Verlag 1991)
- seit 1976 Jack Palmer, 13 Bände (dt. Jack Palmers gesammelte Kriminalfälle)
- 1979 Le chien des Basketville, Éditions du Fromage
- 1980 Les carottes sont cuites
- 1982 Bienvenue aux terriens
- 1986 La fin du monde est pour ce soir
- 1989 Un détective dans le yucca
- 1995 L’affaire du top model
- 2000 L’Enquête corse
- 2003 Panique à Londres mit Jean-Marc Rochette
- 2004 Scandale à New-York mit Jean-Marc Rochette
- 2004 Super Catho mit Florence Cestac
- 2006 Triomphe à Hollywood mit Jean-Marc Rochette
- 2006 L’affaire du voile
- 2009 Enquête au paradis, Dargaud